# Petit-Caux
Pour les articles homonymes, voir Caux (homonymie).
Petit-Caux est une nouvelle commune française située dans le département de la Seine-Maritime en région Normandie.
Créée le 1er janvier 2016 par arrêté préfectoral du 26 novembre 2015 avec le statut administratif de commune nouvelle, elle est née de la fusion des dix-huit communes qui s'étaient regroupées dans l'ex-communauté de communes du Petit Caux : Assigny, Auquemesnil, Belleville-sur-Mer, Berneval-le-Grand, Biville-sur-Mer, Bracquemont, Brunville, Derchigny, Glicourt, Gouchaupre, Greny, Guilmécourt, Intraville, Penly, Saint-Martin-en-Campagne, Saint-Quentin-au-Bosc, Tocqueville-sur-Eu, Tourville-la-Chapelle.

## Géographie

### Localisation
Il convient de se reporter aux articles consacrés aux anciennes communes fusionnées.

### Communes limitrophes
| Manche                                 | Manche                                                    | Criel-sur-Mer, Touffreville-sur-Eu, Canehan |
| Manche                                 | Petit-Caux                                                | Saint-Martin-le-Gaillard                    |
| Dieppe, Martin-Église, Grèges, Ancourt | Sauchay, Bellengreville, Envermeu, Saint-Ouen-sous-Bailly | Bailly-en-Rivière                           |

### Hydrographie
La commune est située dans le bassin Seine-Normandie. Elle n'est drainée par aucun cours d'eau,.

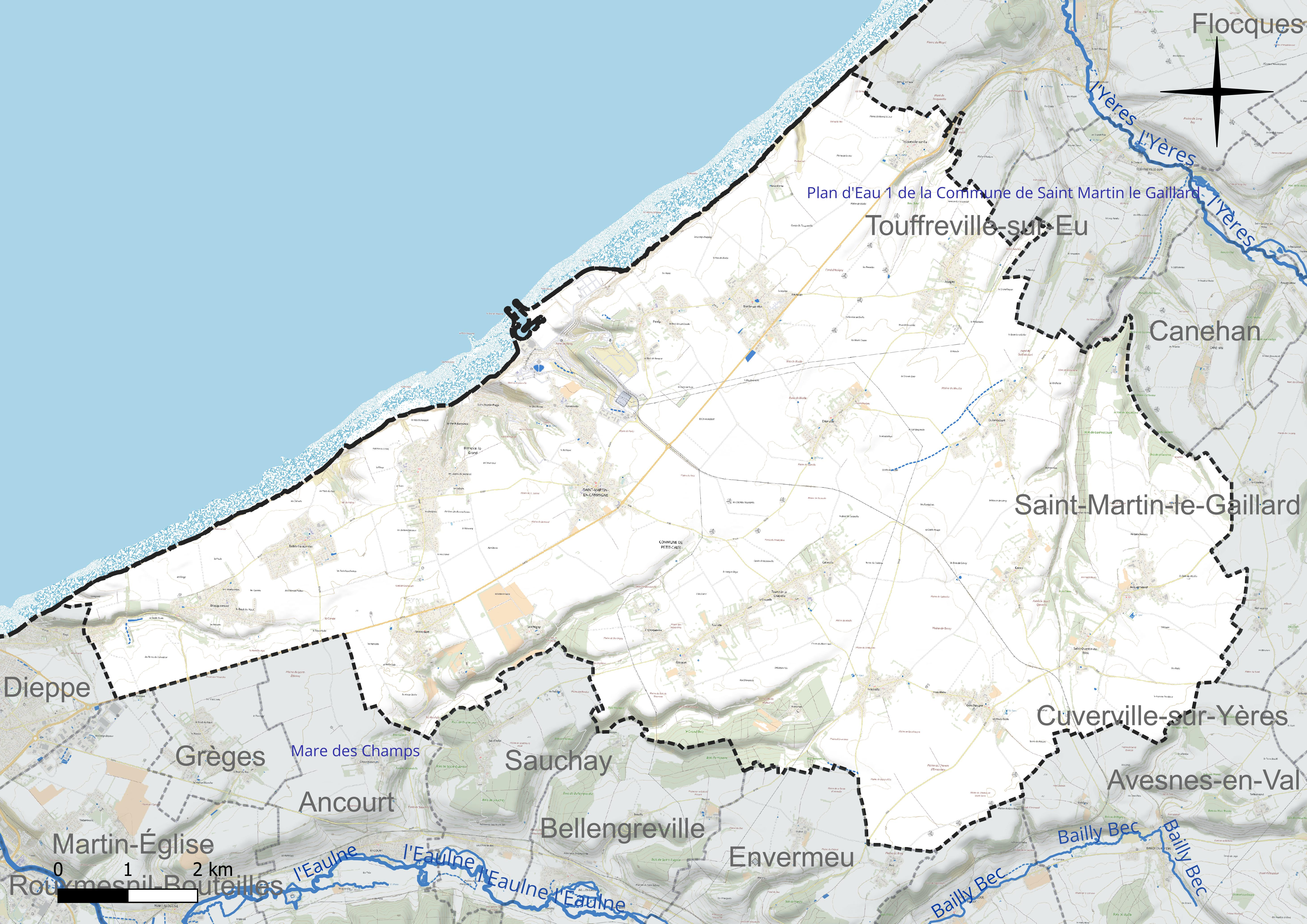
Réseau hydrographique de Petit-Caux.

### Climat
Pour des articles plus généraux, voir Climat de la Normandie et Climat de la Seine-Maritime.
En 2010, le climat de la commune est de type climat océanique franc, selon une étude du CNRS s'appuyant sur une série de données couvrant la période 1971-2000. En 2020, Météo-France publie une typologie des climats de la France métropolitaine dans laquelle la commune est exposée à un climat océanique et est dans la région climatique Côtes de la Manche orientale, caractérisée par un faible ensoleillement (1 550 h/an) ; forte humidité de l’air (plus de 20 h/jour avec humidité relative > 80 % en hiver), vents forts fréquents. Parallèlement le GIEC normand, un groupe régional d’experts sur le climat, différencie quant à lui, dans une étude de 2020, trois grands types de climats pour la région Normandie, nuancés à une échelle plus fine par les facteurs géographiques locaux. La commune est, selon ce zonage, exposée à un « climat maritime », correspondant au Pays de Caux, frais, humide et pluvieux, légèrement plus frais que dans le Cotentin.
Pour la période 1971-2000, la température annuelle moyenne est de 10,4 °C, avec une amplitude thermique annuelle de 13,1 °C. Le cumul annuel moyen de précipitations est de 961 mm, avec 13,5 jours de précipitations en janvier et 8,5 jours en juillet. Pour la période 1991-2020, la température moyenne annuelle observée sur la station météorologique la plus proche, située sur la commune de Dieppe à 11 km à vol d'oiseau, est de 11,3 °C et le cumul annuel moyen de précipitations est de 805,2 mm,. Pour l'avenir, les paramètres climatiques de la commune estimés pour 2050 selon différents scénarios d'émission de gaz à effet de serre sont consultables sur un site dédié publié par Météo-France en novembre 2022.

## Urbanisme

### Typologie
Au 1er janvier 2024, Petit-Caux est catégorisée commune rurale à habitat dispersé, selon la nouvelle grille communale de densité à sept niveaux définie par l'Insee en 2022.
Elle appartient à l'unité urbaine de Petit-Caux, une unité urbaine monocommunale constituant une ville isolée,. Par ailleurs la commune fait partie de l'aire d'attraction de Dieppe, dont elle est une commune de la couronne,. Cette aire, qui regroupe 62 communes, est catégorisée dans les aires de 50 000 à moins de 200 000 habitants,.
La commune, bordée par la Manche, est également une commune littorale au sens de la loi du 3 janvier 1986, dite loi littoral. Des dispositions spécifiques d’urbanisme s’y appliquent dès lors afin de préserver les espaces naturels, les sites, les paysages et l’équilibre écologique du littoral, tel le principe d'inconstructibilité, en dehors des espaces urbanisés, sur la bande littorale des 100 mètres, ou plus si le plan local d’urbanisme le prévoit.

## Toponymie
Le nom de Petit-Caux est celui de la communauté de communes du Petit Caux dont la commune nouvelle est issue.
On désigne par l’expression « Petit Caux » la région littorale du pays de Caux située entre Dieppe et Le Tréport.
Par délibération du 5 juillet 2016, le conseil municipal de Petit-Caux a donné pour nom à ses habitants : les Caux-marins et les Caux-marines.

## Histoire
Le 19 août 1942, pendant la Seconde Guerre mondiale, l'« opération Jubilee », impliquant un débarquement allié à Dieppe et sur d'autres sites de la Seine-Maritime (dont le territoire actuel de Petit-Caux], fut un échec meurtrier, notamment pour les forces canadiennes. Un monument commémoratif  édifié en 1946, grâce à une souscription lancée par les habitants de Penly et rénové en 2017 rappelle cette bataille.
La commune nouvelle provient de la fusion des communes qui s'étaient unies en 1982 pour former la communauté de communes du Petit Caux, dont l'histoire « est étroitement liée à l’implantation de la centrale nucléaire de Penly ». Cette intercommunalité, qui réalise beaucoup plus d'actions que la plupart de ses homologues, avec un coefficient d'intégration fiscale de près de 75 % contre une moyenne de 30 % environ, a souhaité se transformer en commune nouvelle le 1er janvier 2016,,. Cette transformation de la communauté de communes en une commune nouvelle  est actée par arrêté préfectoral du 26 novembre 2015 qui prend effet le 1er janvier 2016, et prévoit que le chef-lieu de la commune est à Saint-Martin-en-Campagne.

## Politique et administration

### Rattachements administratifs et électoraux
La commune nouvelle, créée le 1er janvier 2016, se trouve dans l'arrondissement de Dieppe du département de la Seine-Maritime. Pour l'élection des députés, elle fait partie de la sixième circonscription de la Seine-Maritime
Elle est intégrée au canton de Dieppe-2.

### Intercommunalité
À sa création, Petit-Caux, issue de la transformation de la communauté de communes du Petit Caux, n'est membre d'aucune intercommunalité.
Le projet de schéma départemental de coopération intercommunale présenté par le préfet de Seine-Maritime le 2 octobre 2015 dans le cadre de l'approfondissement de la coopération intercommunale prévu par la Loi portant nouvelle organisation territoriale de la République (Loi NOTRe) du 7 août 2015 prévoit toutefois la fusion de la communauté de communes des Monts et Vallées (12 338 habitants), de la commune nouvelle du Petit-Caux (9 042 habitants), et Avesnes-en-Val, commune jusqu'alors membre de la communauté de communes de Londinières (264 habitants). Le nouveau nom de cet EPCI, auquel est rattachée la commune de Petit-Caux, au 1er janvier 2017, est la communauté de communes Falaises du Talou.

### Administration municipale
Créée par un arrêté préfectoral du 26 novembre 2015, la commune nouvelle est issue du regroupement des communes de la communauté de communes du Petit Caux à savoir les communes d'Assigny, Auquemesnil, Belleville-sur-Mer, Berneval-le-Grand, Biville-sur-Mer, Bracquemont, Brunville, Derchigny, Glicourt, Gouchaupré, Greny, Guilmecourt, Intraville, Penly, Saint-Martin-en-Campagne, Saint-Quentin-au-Bosc, Tocqueville-sur-Eu, Tourville-la-Chapelle, qui deviendront des communes déléguées. Le chef-lieu de la commune nouvelle est fixé à Saint-Martin-en-Campagne.

### Liste des maires
| Période      | Période                       | Identité         | Étiquette | Qualité |
| ------------ | ----------------------------- | ---------------- | --------- | --- |
| janvier 2016 | mai 2020                      | Patrick Martin   | PS        | Chef d'entreprise Président de la Communauté de communes du Petit Caux (2014 → 2015) Vice-président de la CC Falaises du Talou (2017 → 2020) Maire de Biville-sur-Mer (2008 → 2015) |
| mai 2020,    | En cours (au 23 juillet 2020) | Patrice Philippe | SE        | Maire puis maire délégué de Berneval-le-Grand (2001 → ) président de la CC Falaises du Talou (2020 → )                                                                              |

### Liste des communes déléguées
| Nom                              | Code Insee | Intercommunalité                             | Superficie (km2) | Population (dernière pop. légale) | Densité (hab./km2) |
| -------------------------------- | ---------- | -------------------------------------------- | ---------------- | --------------------------------- | ------------------ |
| Saint-Martin-en-Campagne (siège) | 76618      | Communauté de communes des Falaises du Talou | 6,85             | 1 256 (2013)                      | 183                |
| Assigny                          | 76027      | Communauté de communes des Falaises du Talou | 6,05             | 384 (2013)                        | 63                 |
| Auquemesnil                      | 76037      | Communauté de communes des Falaises du Talou | 6,34             | 278 (2013)                        | 44                 |
| Belleville-sur-Mer               | 76073      | Communauté de communes des Falaises du Talou | 3,07             | 865 (2013)                        | 282                |
| Berneval-le-Grand                | 76081      | Communauté de communes des Falaises du Talou | 5,56             | 1 422 (2013)                      | 256                |
| Biville-sur-Mer                  | 76098      | Communauté de communes des Falaises du Talou | 5,30             | 792 (2013)                        | 149                |
| Bracquemont                      | 76137      | Communauté de communes des Falaises du Talou | 4,84             | 854 (2013)                        | 176                |
| Brunville                        | 76145      | Communauté de communes des Falaises du Talou | 3,92             | 255 (2013)                        | 65                 |
| Derchigny                        | 76215      | Communauté de communes des Falaises du Talou | 4,75             | 552 (2013)                        | 116                |
| Glicourt                         | 76301      | Communauté de communes des Falaises du Talou | 4,58             | 231 (2013)                        | 50                 |
| Gouchaupre                       | 76310      | Communauté de communes des Falaises du Talou | 4,34             | 197 (2013)                        | 45                 |
| Greny                            | 76326      | Communauté de communes des Falaises du Talou | 4,06             | 134 (2013)                        | 33                 |
| Guilmécourt                      | 76337      | Communauté de communes des Falaises du Talou | 7,92             | 342 (2013)                        | 43                 |
| Intraville                       | 76376      | Communauté de communes des Falaises du Talou | 4,66             | 275 (2013)                        | 59                 |
| Penly                            | 76496      | Communauté de communes des Falaises du Talou | 4,06             | 431 (2013)                        | 106                |
| Saint-Quentin-au-Bosc            | 76643      | Communauté de communes des Falaises du Talou | 3,50             | 103 (2013)                        | 29                 |
| Tocqueville-sur-Eu               | 76696      | Communauté de communes des Falaises du Talou | 3,60             | 221 (2013)                        | 61                 |
| Tourville-la-Chapelle            | 76704      | Communauté de communes des Falaises du Talou | 7,71             | 589 (2013)                        | 76                 |

## Population et société

### Démographie
| 1968  | 1975  | 1982  | 1990  | 1999  | 2007  | 2012  | 2017  |
| ----- | ----- | ----- | ----- | ----- | ----- | ----- | ----- |
| 4 750 | 4 981 | 5 932 | 6 894 | 7 178 | 8 291 | 9 042 | 9 553 |

### Équipements culturels
Petit-Caux dispose du Musée d’Histoire de la vie quotidienne situé à la maison Mercier à Saint-Martin-en-Campagne

## Économie
Petit-Caux accueille la centrale nucléaire de Penly, située sur les communes déléguées de Saint-Martin-en-Campagne et Penly.

## Culture locale et patrimoine
Musée d'histoire de la vie quotidienne à Saint-Martin-en-Campagne
Chorale Cœur et mer

## Pour approfondir